# Замок Тайнтс
Замок Тайнтс (англ. Tyntes Castle) — один із замків Ірландії, розташований в графстві Корк, центрі міста Югал, на його головній вулиці.

## Опис замку Тайнтс
Замок баштового типу, являє собою чотириповерхову вежу, висотою біля 50 футів. Колись було кілька таких башт в місті Югал, збериглася лише одна. Схожа башта стоїть в замку Десмонд в Кінсейлі.

## Історія замку Тайнтс
Замок Тайнтс був побудований багатою купецькою родиною Волш наприкінці XV століття. Родина Волш була частиною великої торгової спілки, що будувала укріплені будинки для захисту своїх торгових інтересів. Родина Волш опинилася поза законом після придушення повстання Десмонда в 1584 році. Замок був конфіскований короною Англії і переданий в оренду серу Роберту Тайнту, що працював в адміністрації шерифа графства Корк. Нижні поверху замку використовували як склад.
В 1640 році спалахнуло повстання за незалежність Ірландії. В 1649 році замок захопили солдати Олівера Кромвеля. Наприкінці XVII століття спалахнули Вільямітські (Якобітські) війни між католиками і протестантами — прихильниками королів Джеймса ІІ та Вільяма ІІІ. В 1689 році була здійснена невдала спроба підпалити замок, який на той час використовували як в'язницю.
Після цих війн замок отримала у власність родини Тайнт і володіла ним до 1866 року, коли замок був проданий. Протягом XIX століття замок використовувався як склад для зерна. У 1866 році замок купив Вільям Раймонд Фітцморіц. В 1950 році замок купив клан Мак Карті. Були проведені реставраційні роботи.